# Stan Golestan
Pour les articles homonymes, voir Golestan.
Stan Golestan est un compositeur roumain né à Vaslui le 26 mai 1875 (7 juin 1875 dans le calendrier grégorien) et mort à Paris 1er le 21 avril 1956.

## Biographie
Il se rend à Paris pour étudier avec Vincent d'Indy, Albert Roussel et Paul Dukas de 1897 à 1903. Il décide de demeurer à Paris, où il fonde la revue L'Album Musical en 1905. Il reçoit le prix Georges Enesco de composition en 1915. Critique musical au Figaro, il est également professeur de composition à l'École normale de musique de Paris.
Il est inhumé au cimetière du Père-Lachaise (87e division, case 1540).

## Œuvres principales
Sa musique s'inspire principalement du folklore roumain.
- Pour orchestre :
  - La Dembovitza 1902
  - Lautarul si Cobzarul (danses roumaines) 1902
  - Symphonie en sol mineur, en style roumain 1910
  - Rhapsodie roumaine 1912
  - Rhapsodie concertante pour violon et orchestre 1920
  - Concerto roumain pour violon et orchestre 1933
  - Concerto moldave pour violoncelle et orchestre 1936
  - Sur les cimes des Carpates, concerto pour piano 1937
  - Le Laoutar, pour violon et orchestre 1950
- Musique de chambre et piano :
  - Sonate pour violon et piano 1908[2]
  - Serenada mica pentru instrument mare (petite sérénade, contrebasse et piano)) 1909
  - Poèmes et paysages pour piano 1922
  - Quatuor à cordes n° 1 1927, créé par le quatuor Loewenguth
  - Arioso et Allegro de concert pour alto et piano ou orchestre 1932
  - Sonatine pour flûte et piano 1932
  - Ballade roumaine pour harpe 1932
  - Thème, Variations et Danses pour piano 1933
  - Quatuor à cordes no 2 1934, créé par le quatuor Loewenguth
- Musique vocale
  - Somnoroase pasarele (calme lunaire) pour voix, flûte et piano 1907
  - Sanglots pour voix et piano 1908
  - Poème bleu pour voix et piano ou orchestre 1910
  - Hora pour voix et piano 1921
  - Doines et chansons, chants folkloriques 1922